# Planchonella microphylla
Planchonella microphylla är en tvåhjärtbladig växtart som beskrevs av Jean Baptiste Louis Pierre och Marcel Marie Maurice Dubard. Planchonella microphylla ingår i släktet Planchonella och familjen Sapotaceae. Inga underarter finns listade i Catalogue of Life.